# Siyah Beyaz Aşk
Siyah Beyaz Aşk (Angola/Moçambique: O Preço da Paixão) é uma telenovela turca, produzida pela D Productions e exibida pelo Kanal D, entre 16 de outubro de 2017 a 28 de maio de 2018, em 32 episódios, com direção de Yasin Uslu.
Conta com as participações de İbrahim Çelikkol e Birce Akalay. A trama é ambientada nas sombras dos edifícios de uma bela metrópole, com ambição pelo poder e o dinheiro sujo da corrupção.

## Enredo
A série conta a história de Ferhat Aslan, um homem bonito e frio que vive uma vida sombria. Por todas as circunstâncias, problemas vividos na infância e pela família complicada, ele não acredita no amor, e muito menos que poderia sair da escuridão em que vive. Asli Çinar, é uma linda médica, que ama sua profissão e dedica sua vida a curar pessoas. Ferhat precisará de um médico em um momento conturbado de sua vida. O destino decide que chegou a hora dessas duas pessoas tão diferentes como o preto e o branco se encontrarem. E tudo mudará para Ferhat e Asli quando seus caminhos se cruzarem...

## Elenco
- İbrahim Çelikkol como Ferhat Aslan
- Birce Akalay como Aslı Çınar
- Muhammet Uzuner como Namık Emirhan
- Arzu Gamze Kılınç como Yeter Aslan
- Ece Dizdar como İdil Yaman
- Deniz Celiloğlu como Yiğit Aslan
- Cahit Gök como Cüneyt Koçak
- Uğur Aslan como Cem Çınar
- Sinem Ünsal como Gülsüm Aslan
- Özlem Zeynep Dinsel como Vildan Koçak
- Timur Ölkebaş como Abidin Adaklı
- Fatih Topçuoğlu como Dilsiz
- Ceylan Odman como Deniz
- Nihan Aşıcı como Yaprak
- Burcu Cavrar como Hülya
- Kadriye Kenter como Handan Adaklı

## Transmissão em países lusófonos
A trama turca foi exibida em Angola e Moçambique pelo canal de televisão por assinatura Zap Novelas entre 14 de fevereiro a 27 de junho de 2019, substituindo A Mãe do Campeão e sendo substituída por Destinos Cruzados.
Está sendo reprisada pelo mesmo canal desde 15 de novembro de 2022, substituindo “A Sombra da Paixão”. 